# 藤勝栄
藤 勝栄（とう かつえい、1886年5月2日 - 1936年7月12日）は、日本の政治家。衆議院議員（1期）。

## 経歴
福岡県出身。1906年福岡県立福岡農学校卒。農業を営み、筑紫郡議、那珂村議、福岡県議、同参事会員となる。筑紫郡農会議員、同農会長、同乾繭販売利用組合長、同養蚕業組合長、福岡県乾繭連盟会理事長、産業組合筑紫郡部会長、福岡県農会長、帝国農会、県養蚕組合連合会、全国養蚕業組合連合会各評議員となる。
1936年の第19回衆議院議員総選挙において福岡1区から立憲政友会公認で立候補して当選する。しかし、当選から5か月後に急死した。